# جوسيف ريتينباكر
جوسيف ريتينباكر (بالألمانية: Josef Redtenbacher)‏ (و. 1810 – 1870 م) هو كيميائي، وبروفيسور، وعالم نبات نمساوي، كان عضوًا في الأكاديمية النمساوية للعلوم، والأكاديمية البافارية للعلوم والعلوم الإنسانية، والأكاديمية الألمانية للعلوم ليوبولدينا، توفي في فيينا، عن عمر يناهز 60 عاماً.

## التعليم
تعلم في جامعة فيينا
.